# Join the Dots: B-sides and Rarities, 1978-2001 (The Fiction Years)
Join the Dots: B-sides and Rarities, 1978-2001 (The Fiction Years) è un box-set di 4 cd della band The Cure, uscito il 27 gennaio 2004, comprendente le b-sides, remix e rarità varie del periodo compreso tra il 1978 e il 2001, corrispondenti agli anni di contratto della band con l'etichetta Fiction Records.

## La storia
I Cure sono sempre stati famosi per aver sfornato b-sides all'altezza, se non meglio, delle rispettive a-sides. Dal press release ufficiale della Universal: «La prima cosa che facevo sempre quando compravo un singolo era capovolgerlo e suonare l'altro lato. Speravo sempre che la b-side mi desse un'altra versione dell'artista, qualcosa bello come il lato A, ma comunque diverso. Mi sono sempre aspettato grandi b-sides dagli artisti che amavo... » (Robert Smith). Questa citazione coglie in gran parte lo spirito di questa raccolta: poter finalmente ascoltare tutti insieme i lati oscuri dei grandi successi dei Cure, quello che il pubblico non conosceva. Oltre che tutte le B-side commercialmente pubblicate con i singoli dal 1978 al 2001, questo box set arriva con remix inediti, le rarità come cover o versioni alternative di canzoni e collaborazioni nuove con artisti come Earl Slick.
Il contenuto dettagliato del cofanetto è:
- 70 canzoni rimasterizzate digitalmente e compilate da Robert Smith
- 25 canzoni su CD per la prima volta
- 10 canzoni inedite
- in più un booklet di 79 pagine con fotografie rare o mai viste

## Tracklist - CD 1:1978-1987
1. 10:15 Saturday Night (3:40) - B-side da Killing an Arab
2. Plastic Passion (2:14) - B-side da Boys Don't Cry (1979)
3. Pillbox Tales (2:54) - B-side da Boys Don't Cry (1986)
4. Do the Hansa (2:38) - B-side da Boys Don't Cry 12" (1986)
5. I'm Cold (2:47) - B-side da Jumping Someone Else's Train
6. Another Journey by Train (3:04) - B-side da A Forest
7. Descent (3:07)  - B-side da Primary
8. Splintered in Her Head (5:16) - B-side da Charlotte Sometimes
9. Lament (Flexipop version) (4:34) Flexi-disc allegato alla rivista "Flexipop"
10. Just One Kiss (4:08) - B-side da Let's Go to Bed
11. The Dream (3:12) - B-side da The Walk
12. The Upstairs Room (3:29) da EP francese "The Upstairs Room" 12"
13. Lament (4:23) da EP francese "The Upstairs Room" 12"
14. Speak My Language (2:42) - B-side da The Lovecats
15. Mr. Pink Eyes (2:42) - B-side da The Lovecats 12"
16. Happy the Man (2:45) - B-side da The Caterpillar
17. Throw Your Foot (3:33) - B-side da The Caterpillar 12"
18. New Day (4:08) - B-side da Half An Octopuss 10"
19. The Exploding Boy (2:52) - B-side da In Between Days
20. A Few Hours After This (2:26) - B-side da In Between Days 12"
21. A Man Inside My Mouth (3:05) - B-side da Close to Me
22. Stop Dead (4:02) - B-side da In Between Days 7" U.S. version

Durata: 73:41

## Tracklist - CD 2:1987-1992
1. A Japanese Dream (3:29) - B-side da Why Can't I Be You?
2. Breathe (4:46) - B-side da Catch
3. A Chain of Flowers (4:52) - B-side da Catch 12"
4. Snow in Summer (3:25) - B-side da Just like Heaven
5. Sugar Girl (3:13) - B-side da Just like Heaven 12"
6. Icing Sugar (weird remix) aka "new mix"] (3:20)  - B-side da Catch CDV Fiction (UK)
7. Hey You!!! (Kevorkian) [aka "Extended remix"] (4:06)  - B-side da Hot Hot Hot!!! 12" Fiction
8. How Beautiful You Are... (4:23) - da CD Promo Radio Sampler
9. To the Sky (5:13) - dalla Compilation Stranger Than Fiction CD
10. Babble (4:18) - B-side da Lullaby
11. Out of Mind (3:51) - B-side da Lullaby 12"
12. 2 Late (2:39) - B-side da Lovesong
13. Fear of Ghosts (6:49) - B-side da Lovesong
14. Hello I Love You (psychedelic version) (6:02)
15. Hello I Love You (3:29) - dalla Compilation Rubáiyát (Elektra's 40th Anniversary) CD
16. Hello I Love You (10sec version) [aka "Slight return"] (0:11) - dalla Compilation Rubáiyát (Elektra's 40th Anniversary) CD
17. Harold and Joe (5:07) - B-side da Never Enough
18. Just Like Heaven (Dizzy Mix) (3:43) - B-side da Close to Me Remix

Durata: 72:56

## Tracklist - CD 3:1992-1996
1. This Twilight Garden (4:43)
2. Play (4:34)
3. Halo (3:44)
4. Scared as You (4:10)
5. The Big Hand (4:51)
6. A Foolish Arrangement (3:49)
7. Doing the Unstuck (Saunders 12" remix) (5:52)
8. Purple Haze (Virgin radio version) (3:16)
9. Purple Haze (5:20)
10. Burn (6:35)
11. Young Americans (6:21)
12. Dredd Song (4:23)
13. It Used to Be Me (6:48)
14. Ocean (3:28)
15. Adonais (4:11)

Durata: 72:09

## Tracklist - CD 4:1996-2001
1. Home (3:22)
2. Waiting... (3:32)
3. A Pink Dream (3:42)
4. This Is a Lie (Palmer remix) [aka "ambient mix"] (4:30)
5. Wrong Number (Smith remix) [aka "p2p mix"] (8:12)
6. More Than This (5:09)
7. World in My Eyes (Depeche Mode Cover)(4:50)
8. Possession (5:15)
9. Out of This World (Oakenfold remix) (6:59)
10. Maybe Someday (Hedges remix) [aka "acoustic mix"] (4:57)
11. Coming Up (6:25)
12. Signal to Noise (acoustic version) (3:34)
13. Signal to Noise (4:05)
14. Just Say Yes (Curve remix) (3:16)
15. A Forest (Plati/Slick version) (6:41)

Durata: 74:29